# Murringo
Murringo är en ort i Australien. Den ligger i kommunen Young och delstaten New South Wales, i den sydöstra delen av landet, omkring 250 kilometer väster om delstatshuvudstaden Sydney. Antalet invånare är 165.
Runt Murringo är det mycket glesbefolkat, med 4 invånare per kvadratkilometer.. Närmaste större samhälle är Young, omkring 20 kilometer väster om Murringo.
Trakten runt Murringo består till största delen av jordbruksmark. Genomsnittlig årsnederbörd är 794 millimeter. Den regnigaste månaden är februari, med i genomsnitt 163 mm nederbörd, och den torraste är oktober, med 28 mm nederbörd.